# Dexialia mirabilis
Dexialia mirabilis es una especie de coleóptero de la familia Endomychidae.

## Distribución geográfica
Habita en Japón.